# 豫园点春堂
豫园点春堂位于上海市黄浦区的豫园内，曾是十九世纪中叶的起义军上海小刀会的总部。

## 简介
上海小刀会在1853年9月7日发动了起义后，占领了上海县城和周边的嘉定、青浦等地，并在豫园点春堂内设立“公署”，成为小刀会谋划作战的地点。小刀会起义一年半后，最终被清军剿灭，点春堂也被破坏。1949年后，上海市人民政府对点春堂进行了修缮，并在点春堂内设立了上海小刀会起义纪念馆。纪念馆内展出有小刀会的武器、货币“日月钱”、颁布的文告等。纪念馆是是上海市爱国主义教育基地
。

## 参观信息
- 开放时间：8:30－17:15，全年开放。
- 公共交通：轨道交通10号线、公交方川线、11、22、26、55、64、66、71、451、576、581、715、736、801、920、926、929、930、932、969路。